# La vida en un hilo
La vida en un hilo és una pel·lícula espanyola escrita, produïda i dirigida per Edgar Neville en 1945, protagonitzada per Conchita Montes, Guillermo Marín i Rafael Durán. El film va tenir posteriorment una versió teatral, estrenada en 1959 i un remake, dirigit per Gerardo Vera en 1991 i protagonitzat per Ángela Molina, Antonio Banderas i Imanol Arias, amb el títol Una mujer bajo la lluvia.

## Argument
Mercedes (Conchita Montes), que acaba d'enviduar de Ramón (Guillermo Marín), rememora els seus anys de matrimoni per a arribar a la conclusió que va ser infeliç. Viatjant amb tren cap a Madrid, una vident li conta que va haver-hi una instant en què va poder escollir a un altre home com a company i viure una altra vida, i la trasllada com en un somni (idea que ha estat utilitzada en pel·lícules com "Que bell és viure" o "Family man") a aquesta altra vida alternativa amb Miguel Ángel (Rafael Durán), el seu veritable amor, que va perdre en una tarda de pluja per un mínim error accidental. Quan desperta al tren, un moment després (perquè ella no sabia que era un somni hipnòtic i recorda tota una vida diferent que no ha viscut), el tren arriba a Madrid. I el present ha estat ja modificat, i la pel·lícula acaba amb Mercedes i Miguel Ángel, junts però desconeguts (per a ell, per a ella el seu veritable amor perdut, i recordat sense viure'l de debò per la vident del tren) i ella caminant cap a ell, els dos 10 o 15 anys més vells.

## Premis
1a edició de les Medalles del Cercle d'Escriptors Cinematogràfics
| Categoria                | Nominats      | Resultat  |
| ------------------------ | ------------- | --------- |
| Millor argument original | Edgar Neville | Guanyador |
| Millor guió              | Edgar Neville | Guanyador |